# Trinomys myosuros
Trinomys myosuros е вид бозайник от семейство Бодливи плъхове (Echimyidae).

## Разпространение
Видът е разпространен в Бразилия (Баия и Минас Жерайс).